# Musculaire dystrofie
Musculaire dystrofie (of afgekort MD) is een hele groep van erfelijke spierziekten die de menselijke spieren aantasten.
Musculaire dystrofieën worden gekenmerkt door progressieve verzwakking van de skeletspieren, fouten met de eiwitten in de spieren en het afsterven van spiercellen en spierweefsel. Er zijn in totaal meer dan 100 ziekten die zouden kunnen geklasseerd worden als musculaire dystrofie, maar slechts negen ziekten zijn dat ook echt. De meeste vormen van MD uiten zich in lichaamssystemen als het hart, de spijsvertering, het zenuwstelsel, de huid, de ogen en de hersenen. Als het brein aangetast is door een musculaire dystrofie, kan dat leiden tot aanvallen van plotselinge depressie, van oncontroleerbare woede, hallucinogene reacties op dagelijkse gebeurtenissen en kan dat resulteren in een wegvallen van de functies van de frontale kwab die verantwoordelijk is voor karakterkenmerken. In sommige gevallen kan er ook een ernstige psychische aandoening optreden (bijvoorbeeld schizofrenie).

## Creatine
Volgens de onderzoekers van de Cochrane Collaboration is er solide wetenschappelijk bewijs dat creatine de spierkracht verbetert bij personen met musculaire dystrofie. Uit een meta-analyse van 6 studies met een totaal van 192 patiënten blijkt in de groep patiënten die creatine gebruikt de spierkracht met gemiddeld 8,5% toe te nemen in vergelijking met de placebogroep.

## Soorten
De negen officiële soorten musculaire dystrofie:
- Becker musculaire dystrofie (BMD)
- Congenitale musculaire dystrofie (CMD)
- Duchenne musculaire dystrofie (DMD)
- Distale musculaire dystrofie (DD)
- Emery-Dreifuss musculaire dystrofie (EDS)
- Facio-scapulo-humerale musculaire dystrofie (FSHD)
- Limb-girdle musculaire dystrofie (LGM)
- Myotone musculaire dystrofie (DMI)
- Oculofaryngeale musculaire dystrofie (OPMD)